# 1751 Herget
1751 Herget là một tiểu hành tinh được phát hiện tại ở đài thiên văn liên kết Goethe gần Brooklyn, Indiana bởi Chương trình tiểu hành tinh Indiana.